# Rory Delap
Rory John Delap, född 6 juli 1976 i Sutton Coldfield, England, är en engelsk-född irländsk före detta fotbollsspelare. Han spelade under sin karriär för bland annat Southampton, Sunderland och Stoke City. Han spelade även i det irländska landslaget.
Delap är känd för sina ovanligt långa inkast, som är bland de längsta inom fotbollen. Inkasten, som enligt Aston Villas manager Martin O'Neill är att jämföra med "en hörna eller en frispark", mäter ofta mellan 30 och 40 meter och kan nå en hastighet på 60 kilometer i timmen. Stokes båda mål i 3-2-förlusten mot Everton den 14 september 2008 (säsongen 2008/2009) kom efter Delaps inkast. Efter matchen kallade Evertons manager, David Moyes, Delap för den "mänskliga släggan". Delap assisterade också Stokes mål i 2-1-vinsten mot Arsenal på Britannia Stadium den 1 november 2008. Det första inkastet kom från sidlinjen och färdades 45 meter in till straffområdet. Världsrekordet är 46 meter.
Han är far till fotbollsspelaren Liam Delap, som spelar för Chelsea.